# 川東村 (香川県)
川東村（かわひがしむら）は、香川県香川郡にあった村。

## 人口
| \| 1920年（大正9年） \| 3,485人 \| \| \| 1925年（大正14年） \| 3,382人 \| \| \| 1930年（昭和5年） \| 3,568人 \| \| \| 1935年（昭和10年） \| 3,611人 \| \| \| 1940年（昭和15年） \| 3,525人 \| \| \| 1947年（昭和22年） \| 4,935人 \| \| \| 1950年（昭和25年） \| 4,867人 \| \| |         |  |
| 総務省統計局 / 国勢調査（1950年） |         |  |
| 1920年（大正9年） | 3,485人 |  |
| 1925年（大正14年） | 3,382人 |  |
| 1930年（昭和5年） | 3,568人 |  |
| 1935年（昭和10年） | 3,611人 |  |
| 1940年（昭和15年） | 3,525人 |  |
| 1947年（昭和22年） | 4,935人 |  |
| 1950年（昭和25年） | 4,867人 |  |

## 歴史
- 1890年（明治23年）2月15日 - 町村制施行に伴い、香川郡川東上村（かわひがしかみむら）・川東下村（かわひがししもむら）・川内原村（かわないはらむら）が合併し、川東村が発足。
- 1955年（昭和30年）4月1日 - 川東村と香川郡浅野村・大野村と合併して香川町となり消滅。

## 交通

### 鉄道
1929年（昭和4年）11月から1941年（昭和16年）5月まで、琴平電鉄塩江線が通っていた。
- 琴平電鉄塩江線
（仏生山方面） - 川東駅 - 岩崎停留所 - 鮎滝駅 - （塩江方面）